# Eucharis hyalinipennis
Eucharis hyalinipennis är en stekelart som beskrevs av Hoffer och Novicky 1954. Eucharis hyalinipennis ingår i släktet Eucharis och familjen Eucharitidae. Inga underarter finns listade i Catalogue of Life.